# Loslyf
Loslyf é uma revista pornográfica sul-africana em língua africâner. A revista foi fundada em 1995 por J.T. Publishing, uma subsidiária sul-africana da americana Hustler. Foi a primeira publicação pornográfica em língua africâner. Lançada apenas um ano após o fim do apartheid, a revista foi altamente controversa, pois representava uma clara oposição à moral nacionalista africânder conservadora que influenciou a censura da mídia pelo governo do apartheid.

## História
Durante o apartheid na África do Sul, o Partido Nacional, dominado pelos africânderes, decretou censura estrita sobre a mídia. As publicações foram censuradas ou proibidas por levantar críticas políticas contra o partido. Além disso, o governo censurou qualquer material que contradissesse seus valores morais. Os valores morais conservadores africânderes derivavam do calvinismo neerlandês, que reprimia os desejos sexuais e defendia a abstinência e a castidade como formas de pureza.
O título da própria revista, Loslyf, claramente se opõe a esses valores, traduzindo em africâner para "corpo solto/moral baixa". O primeiro editor de Loslyf, Ryk Hattingh, não era estranho à controvérsia, como ele tinha anteriormente trabalhado como subeditor sob Max du Preez para o jornal anti-apartheid Vrye Weekblad. Por meio da revista, Hattingh desejava redefinir a percepção dominante do povo e da cultura africâner. Ele afirmou: "Os africânderes sempre foram retratados como pessoas reprimidas e eu queria mostrá-los como seres humanos normais e sexuais!"
A primeira edição chegou às prateleiras em junho de 1995 e apresentava a página antagônica e controversa "Dina at the Monument". A divulgação apresentava uma modelo posando de topless em frente ao Monumento Voortrekker. Em 1949, o Partido Nacional dedicou o monumento aos Voortrekkers que participaram da Grande Jornada. Estudiosos argumentam que, ao fotografar a modelo nua diante de um símbolo do nacionalismo africânder, Loslyf apresenta uma oposição direta ao partido e seus valores que deram origem à censura da mídia. A edição foi imensamente popular, vendendo aproximadamente 80.000 cópias no total.
Sob a gestão de Hattingh, a revista assumiu um tom crítico. Junto com as páginas de nudez, Loslyf também apresentou uma série de artigos intelectuais de escritores conhecidos e respeitados. Também continha caricaturas políticas controversas de Joe Dog e Konradski da Bitterkomix.

## Conteúdo contemporâneo
Desde sua estreia, o número de leitores de Loslyf atingiu cerca de 20.000 cópias vendidas por edição. Isso foi atribuído à perda do fator de novidade. Além disso, depois de ficar sob a gestão da editora Karen Eloff, a primeira editora feminina da revista, a revista mudou de direção para uma revista mais sexualmente orientada, abandonando suas características críticas e intelectuais. Ela afirma que "as pessoas compram Loslyf por causa do sexo, e há lugar para tudo, mas Loslyf simplesmente não é o lugar para histórias intelectuais". No entanto, o número de leitores aumentou 30% após Eloff se tornar editor e posar nu na revista em uma edição de 2005.
A revista também tem se expandido para incluir um website.

## Controvérsias recentes
A cantora africânder nascida na Namíbia, Juanita du Plessis, processou a revista por "manipular" uma foto dela e incluir uma manchete vulgar insinuando que ela era viciada em sexo oral na edição de outubro de 2004. Du Plessis fez uma reclamação de difamação de R200.000 contra a revista. Em 2007, o Tribunal Superior de Pretória decidiu a favor de Du Plessis e J.T. Publishers foram forçados a pagar a ela R60.000.
Em dezembro de 2004, Loslyf publicou uma imagem do seio de uma mulher e afirmou que era da cantora e celebridade local sul-africana Amor Vittone. Dentro da revista, também apareceram outras seis fotos de seios com legendas dando a entender que eram de Vittone. Após a publicação da edição, Vitonne negou que qualquer uma das fotos fosse legítima e entrou com um processo de R1.000.000 contra a revista. A editora finalmente se desculpou publicamente, retirou as edições das prateleiras e concordou em particular em compensar Vitonne.
Em 2005, um leitor da Loslyf foi removido de um voo da Nationwide Airlines por se recusar a guardar a revista. Depois de ser informado de que não tinha permissão para ler a revista no avião, o empresário A.C. Hoffman recusou-se sem rodeios e acabou sendo removido antes da decolagem. Isso gerou controvérsia principalmente porque Hoffman comprou a edição dentro do aeroporto. A revista cumpre as regras relativas ao conteúdo explícito estabelecidas pelo nacional Film and Production Board. Embora, como afirma Eloff, seja sobre sexo, a revista se abstém de retratar imagens de relações sexuais, bem como outros atos sexualmente explícitos. Isso permite que a revista seja vendida em cafés e aeroportos, não apenas em sex shops.